# تهمورث دوم
تهمورث (تیموراز) دوم (گرجی: თეიმურაზ II) (1680 / 1700-1762) از باگراتیونیها، پادشاه کاختی شرق گرجستان از ۱۷۳۲–۱۷۴۴، پس از کارتلی از ۱۷۴۴ تا زمان مرگش بود. تیموراز همچنین شاعر غزلی بود.

## زندگی
او پسر ارکل اول و همسرش آنا بود. تیموراز به همراه مادرش از ۱۷۰۹ تا ۱۷۱۵ به عنوان نیابت برادر غایب خود داوود دوم (امام قلی خان) سلطنت کرد. در سال ۱۷۳۲، ترکان پادشاه بعدی و برادر دیگر تیموراز، کنستانتین را کشتند و کنترل پادشاهی وی را در دست گرفتند. تیموراز جانشین وی به کوه‌های پشوی گریخت و از آنجا با اشغالگران جنگید. در ژوئیه سال ۱۷۳۵، نادر شاه افشار، شاه ایران، به کاختی حمله کرد و ترکان عثمانی را از بیشتر مناطق شرقی گرجستان خارج کرد. نادر تیموراز را به مقر خود در اریوان احضار کرد و پس از امتناع از اسلام آوردن، وی را بازداشت کرد. کاختی تحت دولت اسمی علی میرزا، برادرزاده مسلمان تیموراز قرار گرفت. در اکتبر ۱۷۳۵، تیموراز به کوه‌های کاخیتی فرار کرد و ناآرامی‌هایی را علیه ایران ایجاد کرد، اما با پایان سال ۱۷۳۶ اسیر شد.
در این سالها، بخشی از اشراف گرجستان شورشی قدرتمند علیه  ایران به راه انداختند. در سال ۱۷۳۸، شاه مجبور شد تیموراز را برای مقابله با مخالفت گرجی آزاد کند و وی را فرماندار کاختی کند، در حالی که پسرش ارکل دوم با نادر در هند مبارزه می‌کرد.   این قیام اکنون به جنگ داخلی وحشیانه ای بین جناح‌های موافق و ضد ایرانی تبدیل شد. تیموراز با کمک پسرش ارکل دوم توانست شورشیان به رهبری گیوی آمیلاخوری را در هم بشکند. به عنوان پاداش، شاه در سال ۱۷۴۲ ادای احترام سنگینی به کاکتی منسوخ شد و به تیموراز کمک کرد تا به ترتیب در ۱۷۴۳ و ۱۷۴۴ دوک‌های خودمختار آراگوی و کسانی را تحت سلطه درآورد. تیموراز به دلیل خدمت در برابر عثمانی و یک شورش ضد ایرانی، توسط شاه به عنوان پادشاه کارتلی تأیید شد و به پسرش ارکل تاج کاخیتی اعطا شد و بدین ترتیب زمینه برای اتحاد نهایی این پادشاهی‌های گرجستان فراهم شد. از همه مهمتر، آنها برای اولین بار از سال ۱۶۳۲ به عنوان پادشاهان مسیحی شناخته شدند. هر دو پادشاه در اول اکتبر ۱۷۴۵ در کلیسای جامع ستون زنده (Svetitskhoveli) در متسختا تاجگذاری کردند.
تیموراز و ارکل با قدرت گرفتن روزافزون خود، به زودی وفاداری خود را به ایران رد کردند. نادرشاه دستور داد ۳۰ هزار سرباز ایرانی به گرجستان بروند و عملیات تنبیهی را به یک گرجستان تازه‌وارد (و یک رهبر پیشین ضد ایرانی) آمیلاخوری سپرد. شاه، در سال ۱۷۴۷، به قتل رسید و امپراتوری او در هرج و مرج کامل قرار گرفت. حکام کارتلی و کاختی از موقعیت استفاده کرده و همه پادگان‌های پارسی را از پادشاهی‌های خود بیرون کردند. آنها از سال ۱۷۴۹ تا ۱۷۵۰ چندین تلاش مدعیان ایرانی را برای ایجاد پایگاه قدرت خود در شرق ماوراucas قفقاز بررسی کردند و خان‌های همسایه ایروان، گنجه و نخجوان را شاخه‌های فرعی خود قرار دادند. وی سپس علیه قبایل داغستانی که به‌طور مکرر به مناطق راهپیمایی گرجستان حمله می‌کردند، جنگید، اما بدون موفقیت کامل.
او مانند چندین حاکم قبلی گرجستان امیدوار بود که امپراتوری روس در حال گسترش تنها محافظ مسیحیان قفقاز در برابر حملات عثمانی و ایران باشد. وی در سال ۱۷۵۲ سفارت خود را به سن پترزبورگ فرستاد، اما هیچ کاری از این مأموریت حاصل نشد. در سال ۱۷۶۰، وی برای جلب حمایت از پروژه خود در زمینه سفر اعزامی گرجستان به ایران برای قرار دادن نامزد روسی بر تخت شاه، خود از دربار روسیه بازدید کرد. روسها بیش از حد مشغول جنگ هفت ساله بودند تا ایده تیموراز را جدی نبینند. وی در ۸ ژانویه ۱۷۶۲ (فقط دو هفته بعد از وقوع الیزابت روس) ناگهان در پایتخت روسیه درگذشت و در کنار پدر شوهرش واختانگ ششم در کلیسای جامع معراج، آستاراخان به خاک سپرده شد. با مرگ او، ارکل به عنوان پادشاه کارتلی موفق شد و هر دو پادشاهی شرقی گرجستان را به یک کشور واحد تبدیل کرد (پادشاهی کارتلی و کاختی)
تیموراز اگرچه مدام در حال جنگ یا نگهبانی بود، زمانی را پیدا کرد تا (اشعارش را) از فارسی ترجمه کند و عملاً سوار بر اسب، اشعار جدید خود را بسازد.

## دفن مجدد

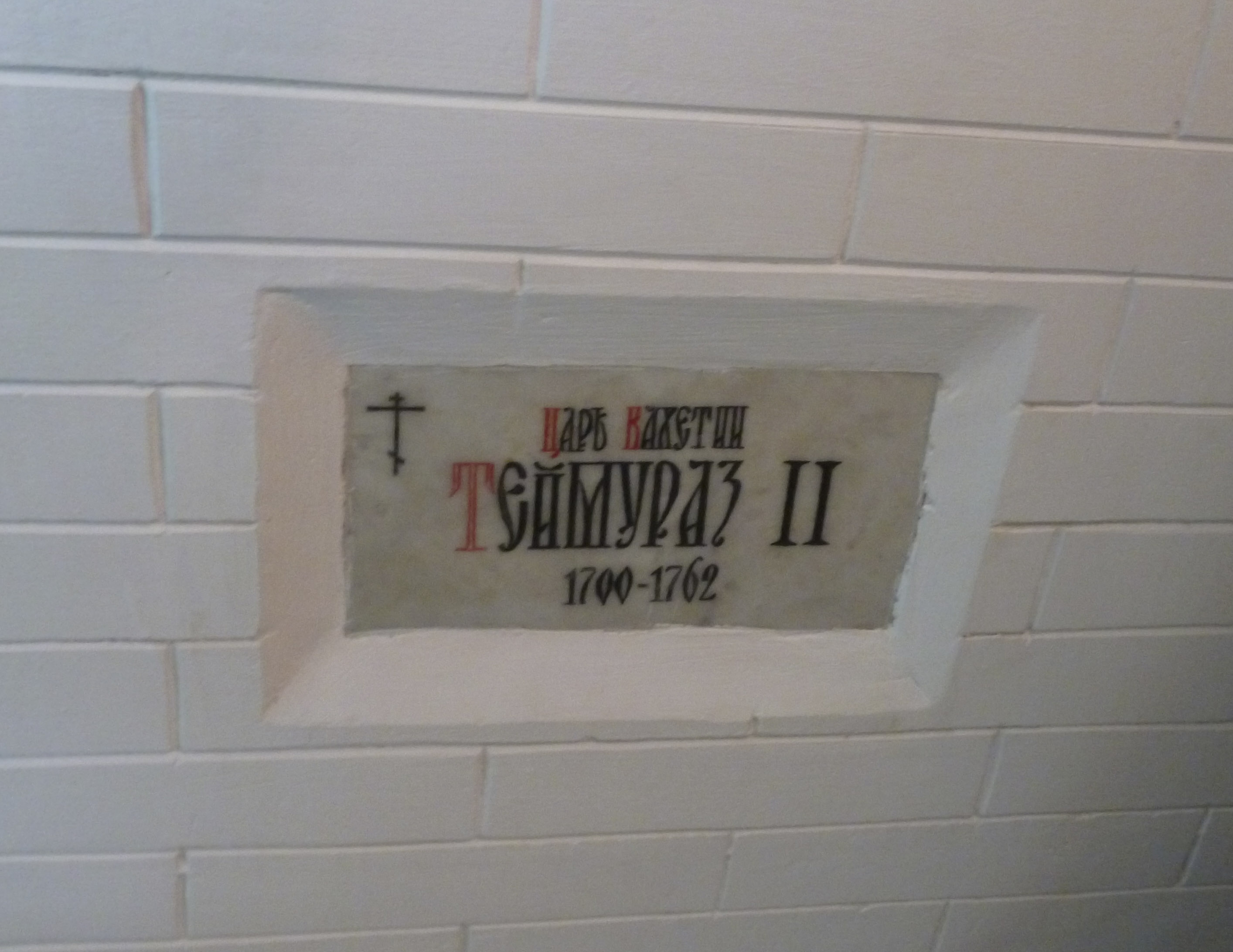
آرامگاه شاه تیموراز دوم در آستاراخان.

در ژوئیه ۲۰۱۳، جورجیا امکان انتقال بقایای تیموراز را برای دفن مجدد به گرجستان مطرح کرد.

## خانواده
تیموراز سه بار ازدواج کرد. او در سال ۱۷۱۱ از همسر اول خود، دختر دوک باآدر آراگوی که احتمالاً تامار نام داشت، جدا شد. دو سال بعد، در ۲ فوریه ۱۷۱۲، وی با دختر تامار (متولد ۱۶۹۶) واختانگ ششم ازدواج کرد که در ۱۲ آوریل ۱۷۴۶ درگذشت. در همان سال، در ۱۹ آگوست، تیموراز با همسر سوم خود، آنا-خانم (۱۷۱۶ - مارس ۱۷۸۸)، دختر شاهزاده بژان پالوانخوسروشویلی-براتاشویلی، و همسر سابق شاهزاده کایخسرو تسیتشویلی ازدواج کرد. وی در ازدواج دوم و سوم خود دارای دو پسر و چهار دختر بود.
فرزندان تیموراز از ازدواج او با تامار از کارتلی:
- هراکلیوس دوم (۷ نوامبر ۱۷۲۰–۱۱ ژانویه ۱۷۹۸)، پادشاه آینده کاختی و کارتلی و کاختی.
- پرنسس کتوان، که ازدواج کرد، در سال ۱۷۳۷ در مشهد عادل شاه ایران (۱۷۱۹– ۱۷۱۹).
- شاهزاده خانم الین (fl. 1743–1784)، که ازدواج کرد، c. 1743، شاهزاده زازا تسیتسیشویلی.
- پرنسس آنا (۱۷۲۰–۴ دسامبر ۱۷۸۸)، که در وهله اول در ۱۷۴۴، شاهزاده دیمیتری اوربلیانی (درگذشت ۱۷۷۶) و در درجه دوم شاهزاده Ioane Orbeliani (حدود ۱۷۰۲–۱۷۸۱) ازدواج کرد.

تیموراز در ازدواج با آنا خانم براتاشویلی به دنیا آورد:
- شاهزاده سلیمان (۲۴ مه ۱۷۴۷–۲۸ ژوئیه ۱۷۴۹).
- پرنسس الیزابد (۲۵ مارس ۱۷۵۰–۸ مه ۱۷۷۰)، که در سال ۱۷۶۲ با شاهزاده جورجی آمیلاخواری نامزد شد، اما در سال ۱۷۶۵ به دلایل سیاسی این ازدواج مختل شد و الیزابد در ۱۶ نوامبر ۱۷۶۵ به کاتسیا دوم ازدواج کرد. دادیانی، شاهزاده مینگرلیا (درگذشت ۱۷۸۸).